# Glochidion timorense
Glochidion timorense är en emblikaväxtart som beskrevs av Airy Shaw. Glochidion timorense ingår i släktet Glochidion och familjen emblikaväxter. Inga underarter finns listade i Catalogue of Life.